# Stanislav Kohoutek
Stanislav Kohoutek (* 11. Januar 1983) ist ein tschechischer Badmintonspieler. 

## Karriere
Stanislav Kohoutek wurde von 2001 bis 2002 dreimal tschechischer Juniorenmeister. 2006 errang er seinen ersten Titel bei den Erwachsenen. Zwei weitere Titel folgten bis 2008.

## Sportliche Erfolge
| Saison | Veranstaltung                                   | Disziplin    | Platz | Name                               |
| ------ | ----------------------------------------------- | ------------ | ----- | ---------------------------------- |
| 2001   | Tschechische Einzelmeisterschaften der Junioren | Herreneinzel | 1     | Stanislav Kohoutek                 |
| 2001   | Tschechische Einzelmeisterschaften der Junioren | Herrendoppel | 1     | Stanislav Kohoutek / Adam Hobzik   |
| 2002   | Tschechische Einzelmeisterschaften der Junioren | Herrendoppel | 1     | Stanislav Kohoutek / Adam Hobzik   |
| 2006   | Tschechische Einzelmeisterschaften              | Herrendoppel | 1     | Stanislav Kohoutek / Pavel Florián |
| 2007   | Tschechische Einzelmeisterschaften              | Herrendoppel | 1     | Stanislav Kohoutek / Pavel Florián |
| 2008   | Tschechische Einzelmeisterschaften              | Herrendoppel | 1     | Stanislav Kohoutek / Pavel Florián |